# Christine Litz
Christine Litz (* 1967 in Singen (Hohentwiel)) ist eine deutsche Kunsthistorikerin. Bekannt wurde sie vor allem durch ihre Arbeit als Projekt-Leiterin der „Skulptur Projekte Münster 2007“ und der Documenta 13.

## Leben
Christine Litz studierte Kunstgeschichte, Germanistik und Pädagogik an den Universitäten Köln und Bochum. Sie promovierte in Bochum 2002 mit einer Schrift „zur Textualität der Kunst im 20. Jahrhundert“ am Beispiel von Duchamp, Nauman und Roni Horn.
1994 bis 1999 war sie als Kunstkritikerin tätig. 1999 bis 2000 hatte sie die organisatorische und verantwortliche Zuständigkeit für eine wöchentliche Vortragsreihe des Wallraf-Richartz-Museums/Museum Ludwig. Litz arbeitete fünf Jahre 2001–2005 als Kuratorin am Kölner Museum Ludwig. Dort war sie unter anderem Assistentin des Direktors Kasper König. Während dieser Jahre kuratierte sie unter anderem Ausstellungen mit den Künstlern Bruce Nauman, Heike Beyer, Lily van der Stokker, Mauricio Cattelan. Von Februar 2005 bis Dezember 2007 war sie verantwortliche Projektleiterin der „skulptur projekte münster 07“.
Für knapp zwei Jahre übernahm sie von 2007 bis 2009 eine Stelle als „Referentin für Bildende Kunst“ beim Niedersächsischen Ministerium für Wissenschaft und Kultur. Seit Oktober 2009 war sie Projektleiterin der Documenta 13. Zum 1. Juni 2012 übernahm sie die Leitung des Museums für Neue Kunst Freiburg in der Nachfolge von Jochen Ludwig.

## Schriften und Ausstellungen (Auswahl)
- It is unsubstantial: zur Textualität der Kunst im 20. Jahrhundert: Duchamp, Nauman, Horn (Dissertation an der Ruhr-Universität Bochum 2002)[6]

Herausgeberschaft
- Christine Litz (Hrsg.), Freundschaftsspiel. Sandstein Verlag 2021, Texte (dt.engl.), ISBN 978-3-95498-634-7
- Anja Dorn, Christine Litz (Hrsg.): Gesellschaft der Zeichen. Piktogramme, Lebenszeichen, Emoji. König, Köln, 2021, ISBN 978-3-7533-0045-0.
- Christine Litz, Arie Hartog (Hrsg.), Priska von Martin, Snoeck Verlag 2020, Texte (dt./engl.), ISBN 978-3-86442-319-2.
- Christine Litz, Isabel Herda (Hrsg.), Expressionist Scherer. Direkter, roher, emotionaler, Sandstein Verlag 2019, Texte (dt.engl.) ISBN 978-3-95498-519-7.
- Georg Winter, Christine Litz (Hrsg.), Anastropahle Stadtplanung. Das Freiburger Springen, Texte (dt./engl.), ISBN  978-3982165400.
- Christine Litz, Didem Yazici (Hrsg.), Peter Zimmermann: Schule von Freiburg, Snoeck Verlag, 2016, Texte (dt./eng.) unter anderem von Christine Litz und Didem Yzici, ISBN 978-3-86442-175-4.
- Ulrich Röthke, Verena Faber, Christine Litz (Hrsg.), Hölzel und sein Kreis, Imhoff Verlag, Petersberg, 2017, ISBN 978-3-7319-0469-4.
- Christine Litz; Kasper König (Hrsg.), Heike Beyer, Bergfink (zur Ausstellung: DC: Heike Beyer, Bergfink), Museum Ludwig, Köln. , König, Köln 2004. 30 S. ISBN 3-88375-826-4.
- Christine Litz, Kasper König (Hrsg.), Bruce Nauman, Mapping the Studio I (fat chance John Cage) (Ausstellung: AC: Bruce Nauman, "Mapping the Studio I (Fat Chance John Cage)"), Museum Ludwig, Köln, König, Köln 2003 ISBN 3-88375-685-7.
- Christine Litz, Kasper König (Hrsg.), DC: Lily van der Stokker: small talk (Ausstellung: DC: Lily van der Stokker: Small Talk, Performative Installation #2), Museum Ludwig, Köln. König, Köln 2003. 48 S. ISBN 3-88375-738-1.

Kuratierte Ausstellungen
- 2020: Priska von Martin, Museum für Neue Kunst Freiburg in Kooperation mit dem Gerhard-Marcks-Haus Bremen
- 2018: YOUR NORTH IS MY SOUTH, Museum für Neue Kunst Freiburg in Kooperation mit der Kunsthalle Mulhouse
- 2017/2018: (zusammen mit Ulrich Röthke und Verena Faber): Hölzel und sein Kreis, Ausstellungshalle Augustinermuseum.
- 2017: (zusammen mit Leonhard Emmerling, Catherine Garet und Finn Schütt): Gutes Sterben – Falscher Tod,  Museum für Neue Kunst, Freiburg.
- 2017: DEPOT ERBE, Museum für Neue Kunst Freiburg in Kooperation mit dem Theater Freiburg.
- 2017: (zusammen mit Elena Frickmann): In guten und in schlechten Zeiten. Wie was bleibt, Museum für Neue Kunst Freiburg